# Lopé
Lopé är ett departement i Gabon. Det ligger i provinsen Ogooué-Ivindo, i den centrala delen av landet, 280 km öster om huvudstaden Libreville. Antalet invånare är 12 382.